# Mary White (ur. 1944)
Mary M. White (ur. 7 października 1944 w Dundalk, hrabstwo Louth) – irlandzka polityk, członkini Seanad Éireann (senat) od 2002.

## Życiorys
Mary White urodziła się w 1944 w Dundalk. Ukończyła ekonomię i politologię (licencjat) na University College Dublin. Uzyskała także dyplom z technologii architektury w Dublin Institute of Technology. White prowadziła działalność biznesową, w 1987 była współzałożycielką firmy Lir Chocolates.
W 1983 została członkinią partii Fianna Fáil. W lipcu 2002 została wybrana do Seanad Éireann (senat) przez Panel Przemysłowy i Handlowy, jeden z 5 zawodowych paneli, którym przysługuje prawo wyboru senatorów. W lipcu 2007 uzyskała reelekcję na tym stanowisku.
6 lutego 2008 senator White ogłosiła zamiar ubiegania się o nominację partyjną Fianna Fáil w wyborach prezydenckich w 2011.
Mary White jest zamężna. Jej mąż, Padraic White, jest ekonomistą. Ma jedną córkę.